# Parafia Najświętszego Serca Pana Jezusa w Rogowie
Parafia pw. Najświętszego Serca Pana Jezusa w Rogowie – katolicka parafia w dekanacie gorzyckim.

## Historia
Parafia powstała najpóźniej w pierwszej połowie XIV wieku.
Została wymieniona w spisie świętopietrza sporządzonym przez archidiakona opolskiego Mikołaja Wolffa w 1447 pośród innych parafii archiprezbiteratu (dekanatu) w Żorach pod nazwą Rogaw.